# Shin'ya Yamanaka
Shin'ya Yamanaka (山中 伸弥?, Yamanaka Shin'ya; Higashiōsaka, 4 settembre 1962) è un medico giapponese, professore all'Università di Kyoto, specializzato nei campi di studio della biologia dello sviluppo e delle cellule staminali pluripotenti indotte, Premio Nobel per la medicina nel 2012.

## Biografia
Nato a Osaka nel 1962, dopo essersi diplomato alla Tennōji High School ha frequentato l'Università di Kobe, dove si è laureato in Medicina nel 1987; in seguito si è specializzato come chirurgo ortopedico, dedicandosi poi alla ricerca di base. Ha conseguito il PhD alla Osaka City University nel 1993 ed è stato al Gladstone Institute di San Francisco e al Nara Institute of Science and Technology in Giappone. Yamanaka è professore all'Università di Kyoto e all'Università della California, San Francisco e continua a collaborare con il Gladstone.
Nel 2006, Yamanaka e i suoi collaboratori riescono a generare cellule staminali pluripotenti indotte a partire da fibroblasti adulti di topo. L'anno successivo riescono a ottenere lo stesso risultato a partire da fibroblasti adulti umani.

## Riconoscimenti
Nel 2008 ha ricevuto il Premio Koch insieme a Hans Robert Schöler e Irving Weissman; nel 2010 ha ricevuto il Premio Balzan per la biologia delle cellule staminali e loro potenziali applicazioni; nel 2011 ha ricevuto il Premio Wolf per la medicina con Rudolf Jaenisch. Nel 2012, con Linus Torvalds, riceve il Premio Tecnologia del Millennio.

### Premio Nobel per la medicina
L'8 ottobre 2012 è insignito del premio Nobel per la medicina, assieme al britannico John Gurdon per il loro studio sulla riprogrammazione nucleare delle cellule mature.
È il secondo giapponese a vincere il premio Nobel per la medicina dopo Susumu Tonegawa che lo vinse nel 1987.

## Lavori scientifici
Per i suoi esperimenti di riprogrammazione delle cellule somatiche adulte in cellule staminali pluripotenti indotte, Yamanaka e il suo team hanno utilizzato un cocktail di geni (Oct3/Oct4, Sox2, Klf4 e c-myc) per riprogrammare geneticamente le cellule di topo in cellule pluripotenti. Questi esperimenti sono stati riprodotti dal team di Yamanaka su cellule umane nel dicembre 2007.

In un articolo pubblicato su Science nel febbraio 2008, Yamanaka ha affermato che il metodo di trasformazione genetica delle cellule utilizzando un virus non causa problemi di tipo tumorale e che invece potrebbe aprire la strada per un uso terapeutico della rigenerazione tissutale.